# 山口中央郵便局
山口中央郵便局（やまぐちちゅうおうゆうびんきょく）は、山口県山口市にある郵便局である。民営化前の分類では集配普通郵便局であった。

## 概要
住所：〒753-8799 山口県山口市中央1-1-1

### 併設施設
- ゆうちょ銀行山口店（広島支店山口出張所）：取扱店番号550010
- 日本郵政中四国郵政健康管理センター山口分室

### 分室
分室はなし。
かつては県庁内分室 (55001A) ・市役所内分室 (55001B) の2分室が存在したが、民営化に伴いゆうちょ銀行の直営店が設置されるのに先立ち、2007年（平成19年）7月30日にそれぞれ小郡郵便局山口県庁内分室 (55010A) ・小郡郵便局山口市役所内分室 (55010B) として親局の変更が行われた（どちらも2012年から2013年にかけて廃止されたが、山口県庁内分室跡には独立した山口県庁内郵便局 (55387) が設置されている）。

### 出張所
民営化前は以下の場所に出張所としてATMを設置していた。現在も同じ場所にATMがあるが、管理はゆうちょ銀行広島支店となっている。
- フジグラン山口内出張所
- 山口赤十字病院内出張所
- 山口大学内出張所
- ゆめタウン山口内出張所

## 沿革
- 1872年1月14日（明治4年12月5日） - 山口郵便取扱所として開設[1]。
- 1873年（明治6年）4月 - 山口郵便役所となる[1]。
- 1875年（明治8年）1月1日 - 山口郵便局（二等）となる。翌日より為替取扱を開始[1]。
- 1878年（明治11年） - 貯金取扱を開始[1]。
- 1891年（明治24年）6月1日 - 山口郵便電信局となる[1]。
- 1903年（明治36年）4月1日 - 通信官署官制の施行に伴い山口郵便局となる。
- 1950年（昭和25年）5月1日 - 山口県庁内郵便局の廃止に伴い県庁内分室を設置[2]。
- 1956年（昭和31年）10月1日 - 県庁内分室において電話通話および和文電報受付事務の取扱を開始[3]。
- 1957年（昭和32年）8月1日 - 電話通話および和文電報受付事務の取り扱いを開始。
- 1978年（昭和53年）7月17日 - 山口市中市町から同市中央一丁目に移転。
- 1987年（昭和62年）7月1日 - 山口中央郵便局に改称。
- 1989年（平成元年）12月18日 - 山口市役所内分室を設置。
- 1991年（平成3年）10月1日 - 外国通貨の両替および旅行小切手の売買に関する業務取扱を開始。
- 2006年（平成18年）9月11日 - 大内郵便局（〒753-0299→〒753-0215）、仁保郵便局（〒753-0399→〒753-0302）から集配業務を移管[4]。それに伴い、大内郵便局ゆめタウン山口内出張所(ATM)を当局の管轄に変更。
- 2007年（平成19年）7月30日 - 県庁内分室・山口市役所内分室を小郡郵便局へ所属変更。
- 2007年（平成19年）10月1日 - 民営化に伴い、併設された郵便事業山口支店、ゆうちょ銀行山口店に一部業務を移管。
- 2012年（平成24年）10月1日 - 日本郵便株式会社の発足に伴い、郵便事業山口支店を山口中央郵便局に統合。
- 2019年（平成31年）3月31日 - ゆうゆう窓口の24時間営業を中止[5]。

## 取扱内容

### 山口中央郵便局
- 郵便、印紙、ゆうパック、内容証明
- 生命保険、バイク自賠責保険、自動車保険、がん保険、引受条件緩和型医療保険 - 平日18時まで営業。
- 山口市内の一部地域（〒753-00xx、753-08xx、753-85xx、753-86xx、753-87xx、753-02xx、753-03xx）の集配業務
- ゆうゆう窓口

### ゆうちょ銀行山口店
- 貯金、貸付、為替、振替、振込、国際送金、外貨両替、トラベラーズチェック、国債、投資信託、確定拠出年金、変額年金保険 - 平日18時まで営業。
- ATM

## 風景印
- 図柄は国宝・瑠璃光寺五重塔。局名表記は「山口中央」
- 使用開始日は1997年（平成9年）6月10日

## 周辺
- 山口サビエル記念聖堂
- 山口市役所
- 山口市民会館
- 山口朝日放送

## アクセス
- JR山口線 山口駅から徒歩約13分
- 防長バス 中国電力前停留所もしくはセンタービル前停留所下車
- 中国自動車道 山口ICから北西へ約5.5kmもしくは小郡ICから北東へ約9km
- 駐車場あり：21台